# Claude Thomas Alexis Jordan
Claude Thomas Alexis Jordan (* 29. Oktober 1814 in Lyon; † 7. Februar 1897 ebenda) war ein französischer Botaniker. Sein offizielles botanisches Autorenkürzel lautet „Jord.“

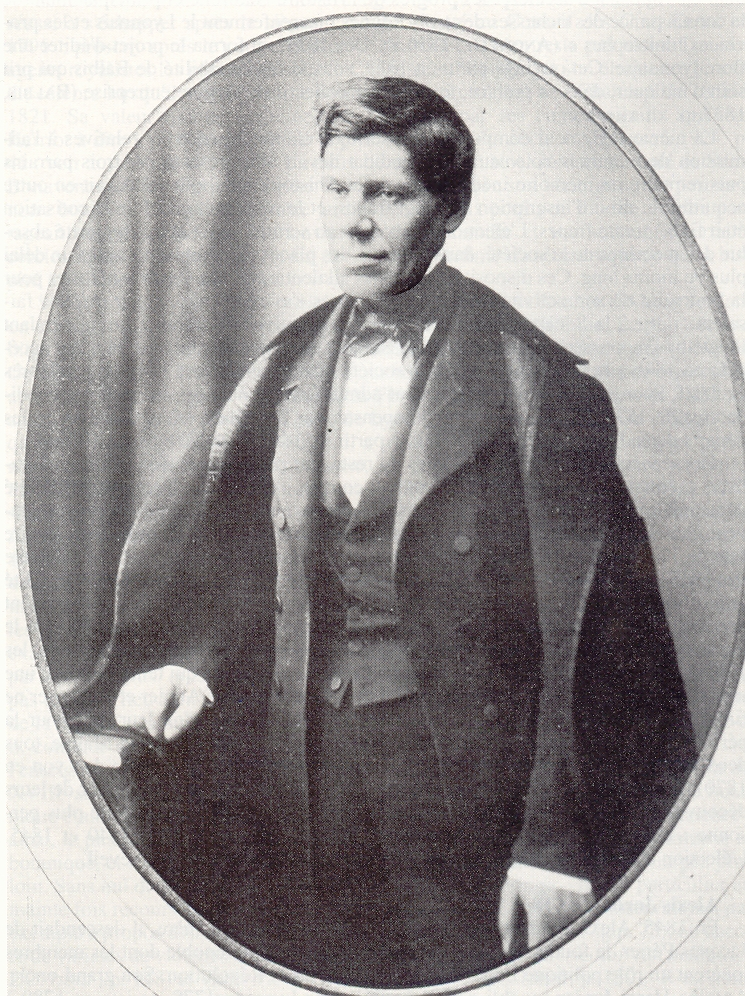
Alexis Jordan

Alexis Jordan stammte aus wohlhabender Familie, wurde aber nicht Geschäftsmann wie sein Vater, sondern wandte sich der Botanik zu und reiste viel in Frankreich zum Sammeln von Pflanzen von den Pyrenäen, dem Zentralmassiv bis zu den Alpen und in der Gegend seiner Heimat Lyon. Er hatte einen umfangreichen privaten botanischen Garten in Lyon (mit Joseph Victor Viviand-Morel (1843–1915) als Assistenten), baute eines der umfangreichsten privaten Herbarien seiner Zeit auf (das er durch Aufkauf von Serien über 200 anderen Botanikern vermehrte) und war ab 1845 Mitglied der örtlichen Linné-Gesellschaft, wo er Kontakte zu Botanikern wie Marc Antoine Timeroy (1793–1856) pflegte, der ihn stark beeinflusste.
Er benannte 1685 Arten, die aber nicht alle Bestand hatten. Schon zu Lebzeiten wurde er für seine eigenwillige Taxonomie kritisiert, die feinste Details berücksichtigte und lokale Varietäten zu Arten erhob. Sein System wurde als Jordanismus und Jordansche Schule und seine Arten als Jordanias oder Jordanianas  bezeichnet.
Sein botanischer Garten war bei Villeurbanne und umfasste 6400 Quadratmeter mit rund 100.000 verschiedenen Pflanzen.

## Ehrungen
Die Pflanzengattung Jordania aus der Familie der Nelkengewächse (Caryophyllaceae) wurde 1849 von Pierre Edmond Boissier und Theodor von Heldreich ihm zu Ehren benannt.

## Schriften
- Observations sur plusiers Plantes nouvelles, rares ou critiques de la France. 1846 (sein Hauptwerk).